# Saurita cretheis
Saurita cretheis là một loài bướm đêm thuộc phân họ Arctiinae. Loài này được Herbert Druce mô tả năm 1883. Loài này có ở Ecuador.